# Вестон (Вісконсин)
Вестон (англ. Weston) — селище (англ. village) в США, в окрузі Марафон штату Вісконсин. Населення — 15 723 особи (2020).

## Географія
Вестон розташований за координатами 44°53′28″ пн. ш. 89°32′59″ зх. д. / 44.89111° пн. ш. 89.54972° зх. д. (44.891220, -89.549651).  За даними Бюро перепису населення США в 2010 році селище мало площу 55,88 км², з яких 55,81 км² — суходіл та 0,07 км² — водойми.

## Демографія
Згідно з переписом 2010 року, у селищі мешкало 14 868 осіб у 5772 домогосподарствах у складі 3928 родин. Густота населення становила 266 осіб/км².  Було 6364 помешкання (114/км²).
Расовий склад населення:
| - 87,7 % — білих - 8,7 % — азіатів - 0,8 % — чорних або афроамериканців - 0,4 % — корінних американців |

До двох чи більше рас належало 1,6 %. Частка іспаномовних становила 2,0 % від усіх жителів.
За віковим діапазоном населення розподілялося таким чином: 27,4 % — особи молодші 18 років, 61,1 % — особи у віці 18—64 років, 11,5 % — особи у віці 65 років та старші. Медіана віку мешканця становила 35,6 року. На 100 осіб жіночої статі у селищі припадало 97,9 чоловіків;  на 100 жінок у віці від 18 років та старших — 95,9 чоловіків також старших 18 років.
Середній дохід на одне домашнє господарство  становив 63 159 доларів США (медіана — 49 276), а середній дохід на одну сім'ю — 74 767 доларів (медіана — 61 076). Медіана доходів становила 46 910 доларів для чоловіків та 35 859 доларів для жінок. За межею бідності перебувало 15,5 % осіб, у тому числі 30,0 % дітей у віці до 18 років та 5,0 % осіб у віці 65 років та старших.
Цивільне працевлаштоване населення становило 7302 особи. Основні галузі зайнятості: освіта, охорона здоров'я та соціальна допомога — 24,3 %, виробництво — 22,7 %, роздрібна торгівля — 16,3 %.